# Toffia
Toffia település Olaszországban, Lazio régióban, Rieti megyében. Lakosainak száma 1075 fő (2023. január 1.). Toffia Castelnuovo di Farfa, Fara in Sabina, Nerola és Poggio Nativo községekkel határos.

## Népesség
A település lakossága az elmúlt években az alábbi módon változott:
| Lakosok száma | 1032 | 1053 | 1075 |
|               | 2017 | 2018 | 2023 |